# Église Saint-Martin d'Arbis
Pour les articles homonymes, voir Église Saint-Martin.
L'église Saint-Martin est une église catholique située dans la commune d'Arbis, dans le département de la Gironde, en France. Elle est inscrite à l'Inventaire général du patrimoine culturel.

## Localisation
L'église se trouve au centre du bourg d'Arbis sur la route départementale D139, au sud de Targon.

## Historique[2],[3]
L'église, située au fond du vallon de l'Aubarit, possède une nef unique, sur laquelle s'ouvre, à l'est, une travée droite, plus étroite, qui se termine par une abside en hémicycle. La nef est couverte par une charpente cachée par un lambris. Le chevet est voûté.
De l'église du XIe siècle, il reste un appareil de petits moellons dans les murs de l'abside de la travée droite de la nef. Au XIIe siècle, le chœur a été voûté et décoré de sculptures. Aujourd'hui, il subsiste deux chapiteaux et des demi-colonnes soutenant l'arc triomphal. Les modillons de la façade ouest et du chevet datent de cette époque. Sur le mur sud de la nef se trouvent les traces de plusieurs cadrans canoniaux.

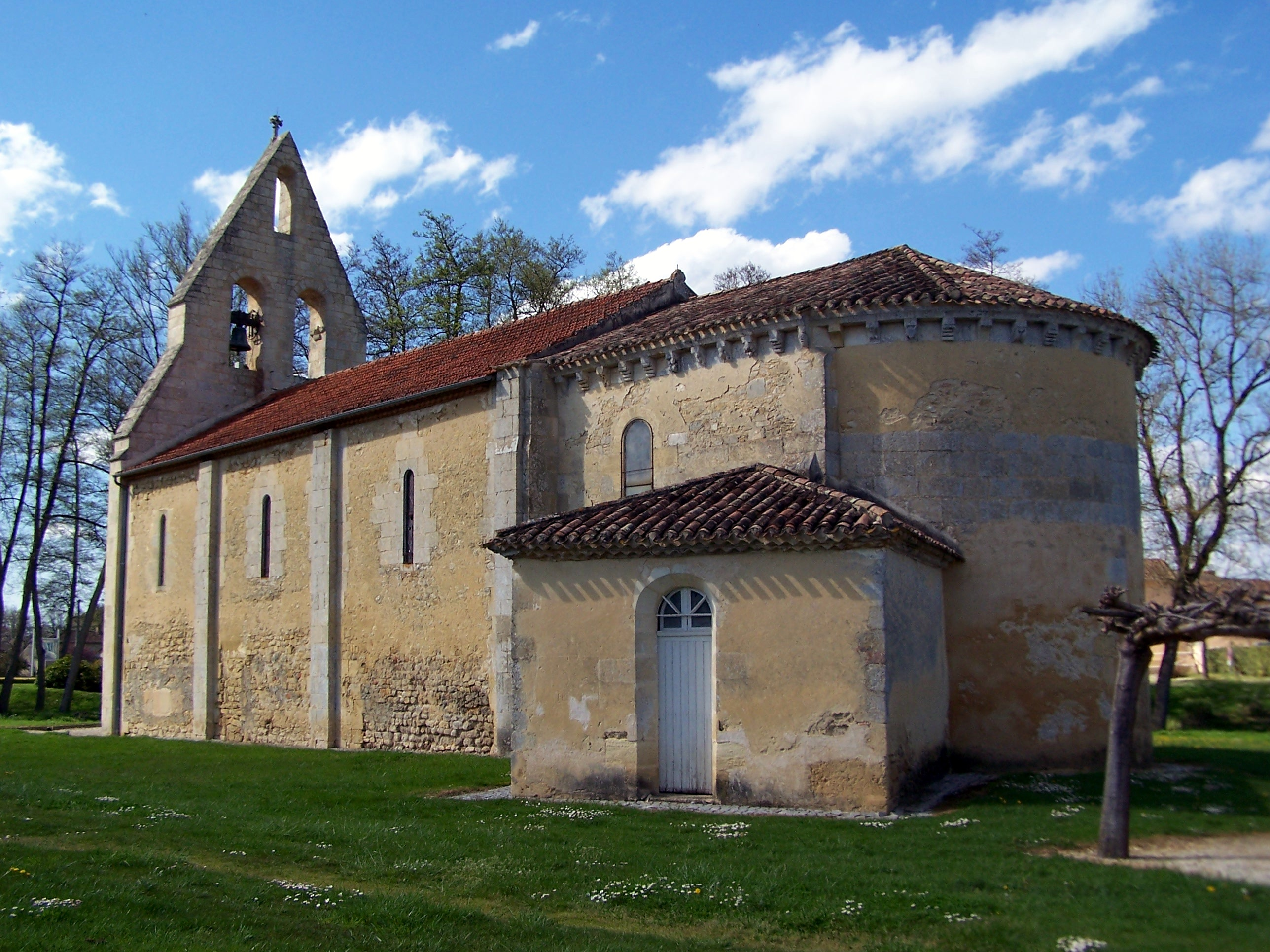
Vue sud-est de l'église
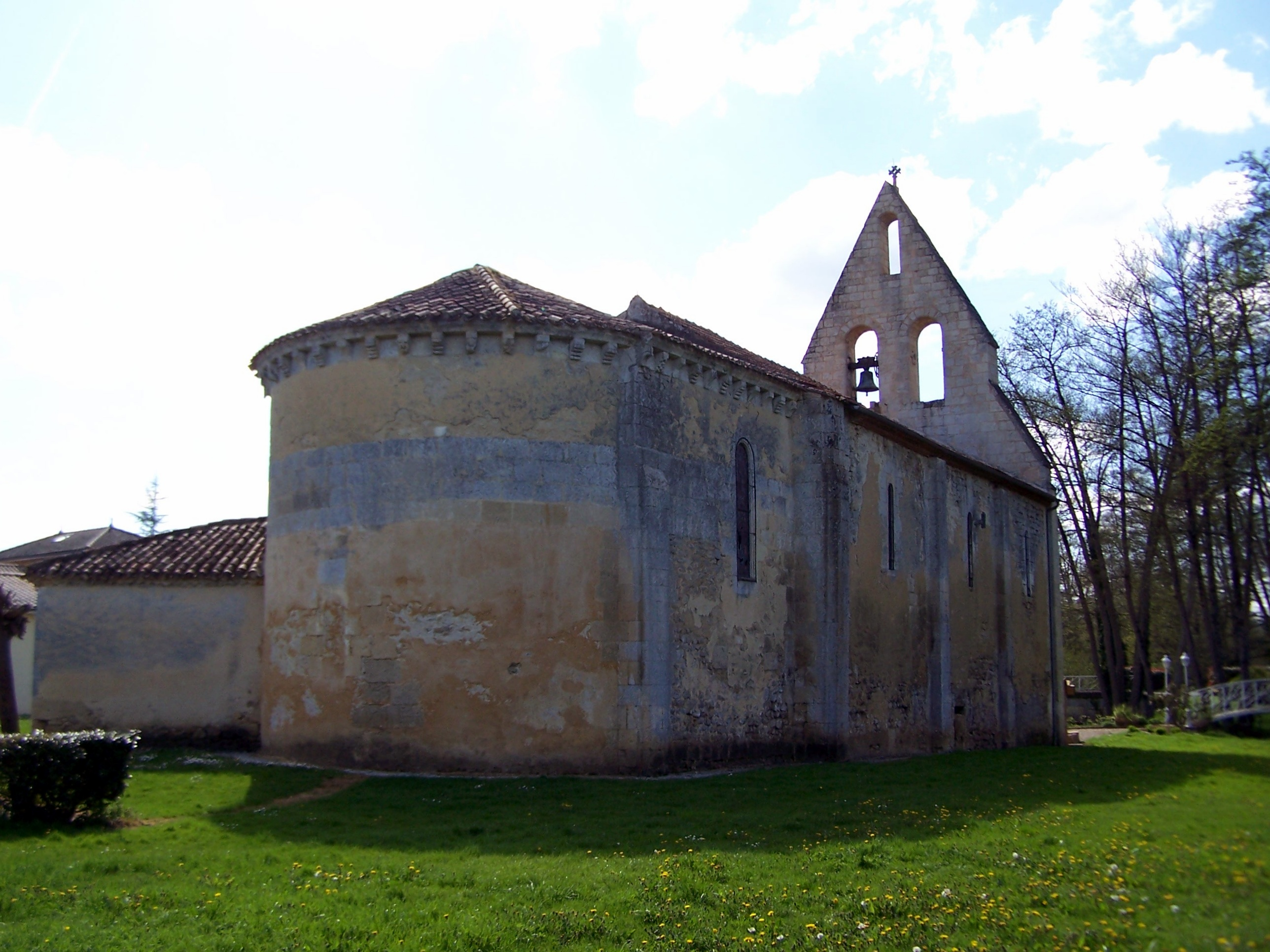
Vue nord-est de l'église
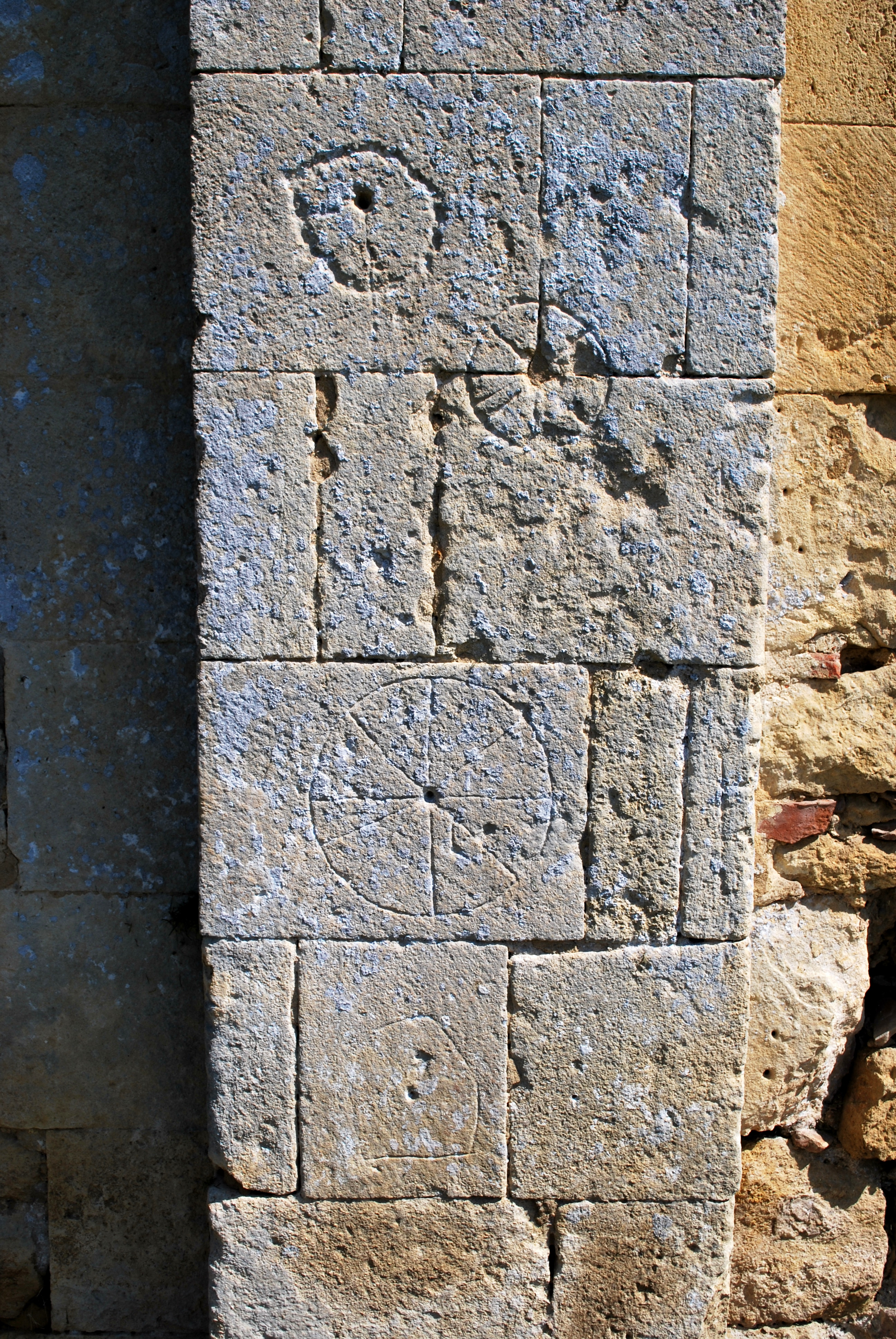
Cadrans canoniaux
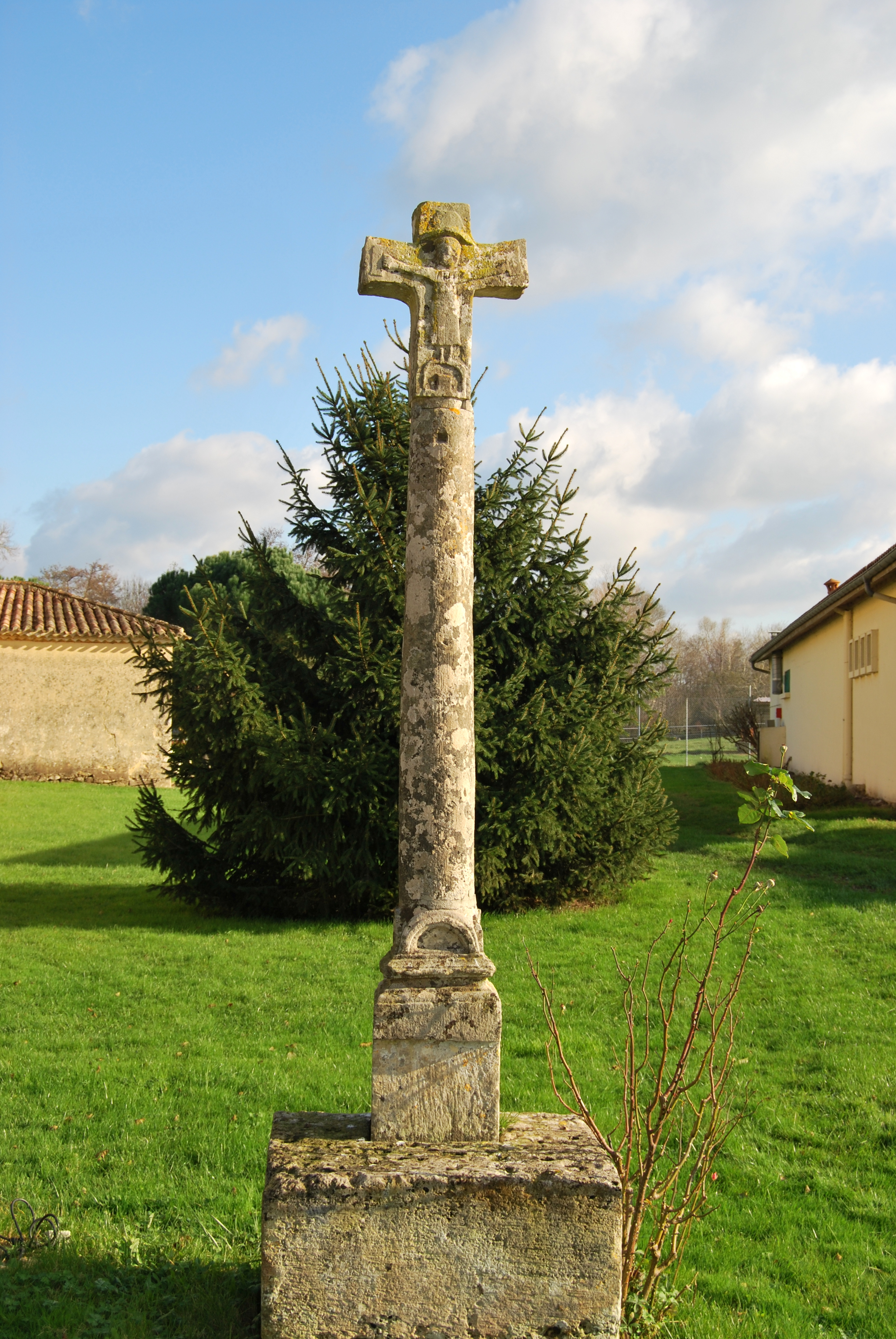
Croix de cimetière

La façade occidentale a été complétée, à la fin de la période gothique (fin du XVe siècle), par un clocher-mur à trois baies campanaires. Le bâtiment a connu de profondes modifications à partir de 1875. La voûte du chevet a été remplacée par une voûte d'arêtes. Les colonnes et les bases des chapiteaux du portail ont été refaites avec une pierre de mauvaise qualité qui a vite érodée. Ils ont été à nouveau remplacées à la fin du XXe siècle. Les voussures lisses ont été remplacées par des voussures décorées de dents de loup et de cercles saillants. Une des pierres de la façade porte la date de 1954.

### Le portail
Les chapiteaux sont tous des pastiches néo-romans, de facture moderne. Les thèmes évoqués sont : 
- Nord, chapiteau 1 : Caïn et Abel. Le patriarche Caïn est de face, tordu par le remords. Il vient d'assassiner son frère Abel qui gît au sol. En arrière-plan, s'élève la fumée du sacrifice qui avait été préparé pour Yahweh.
- Nord, chapiteau 2 : L'expulsion d'Adam et Ève du Paradis terrestre
- Sud, chapiteau 1 : Le sacrifice d'Isaac par Abraham
- Sud, chapiteau 2 : La tentation d'Adam et Eve par le serpent enroulé autour de l'arbre des fruits défendus.

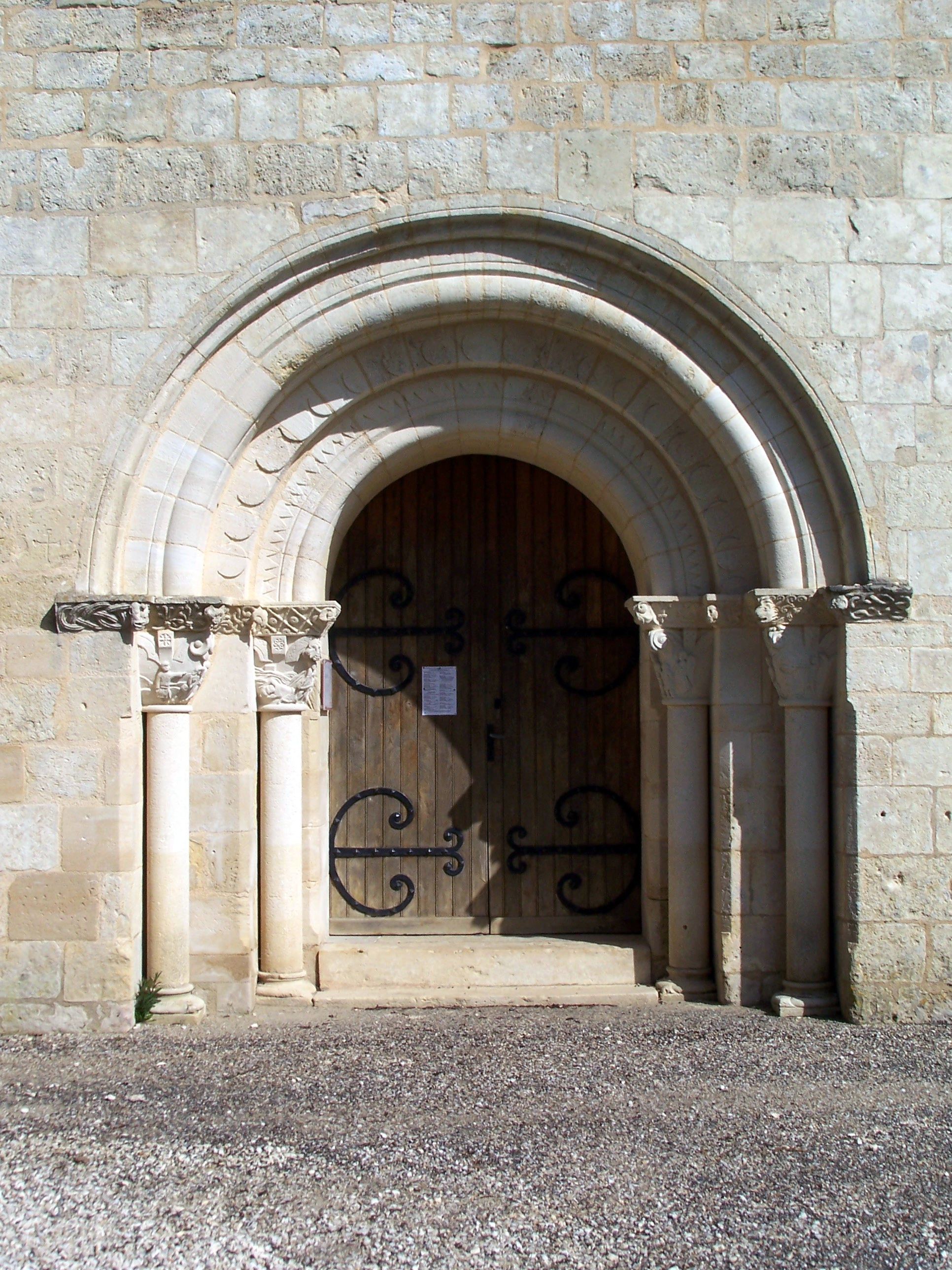
Le portail
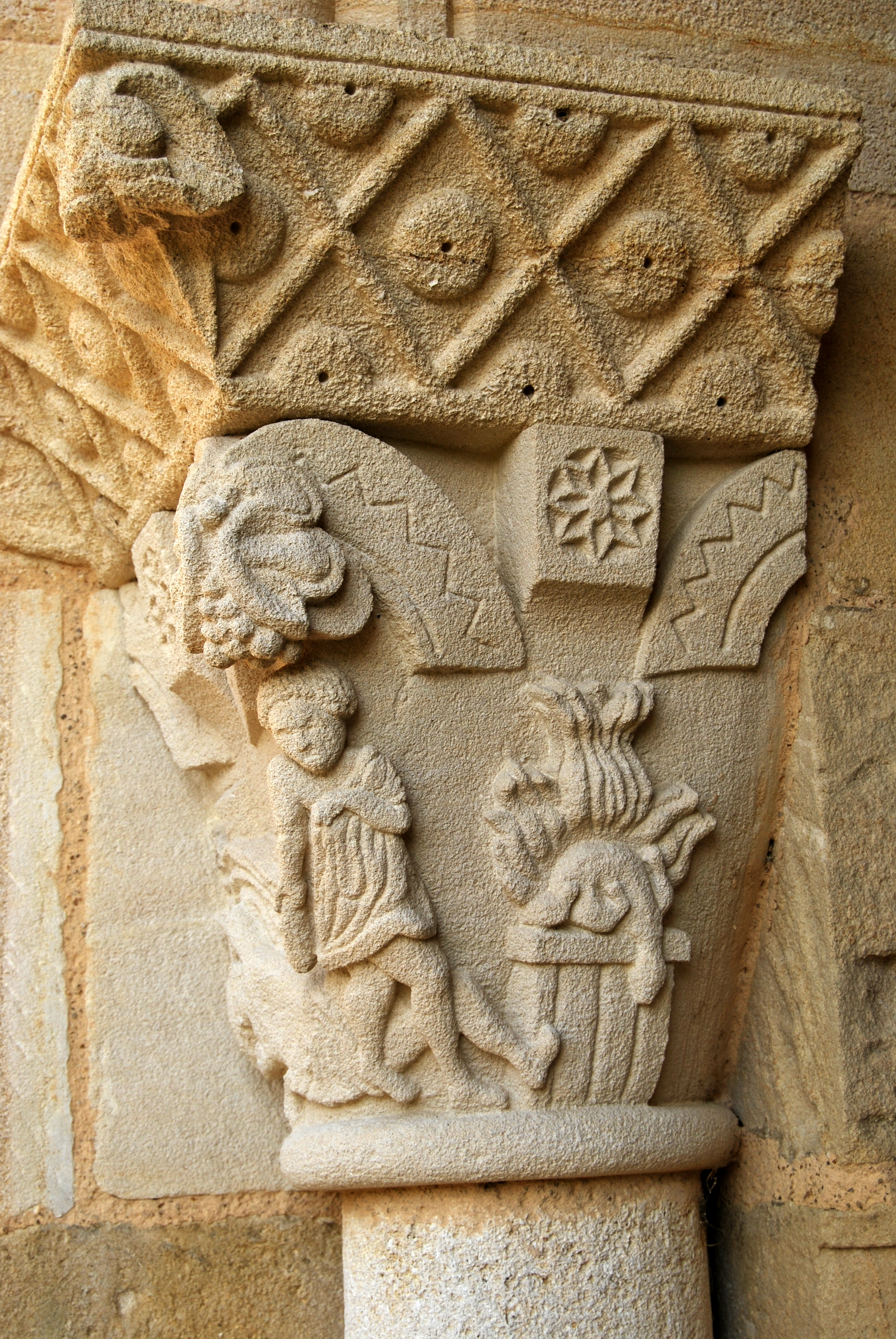
Caïn (a)
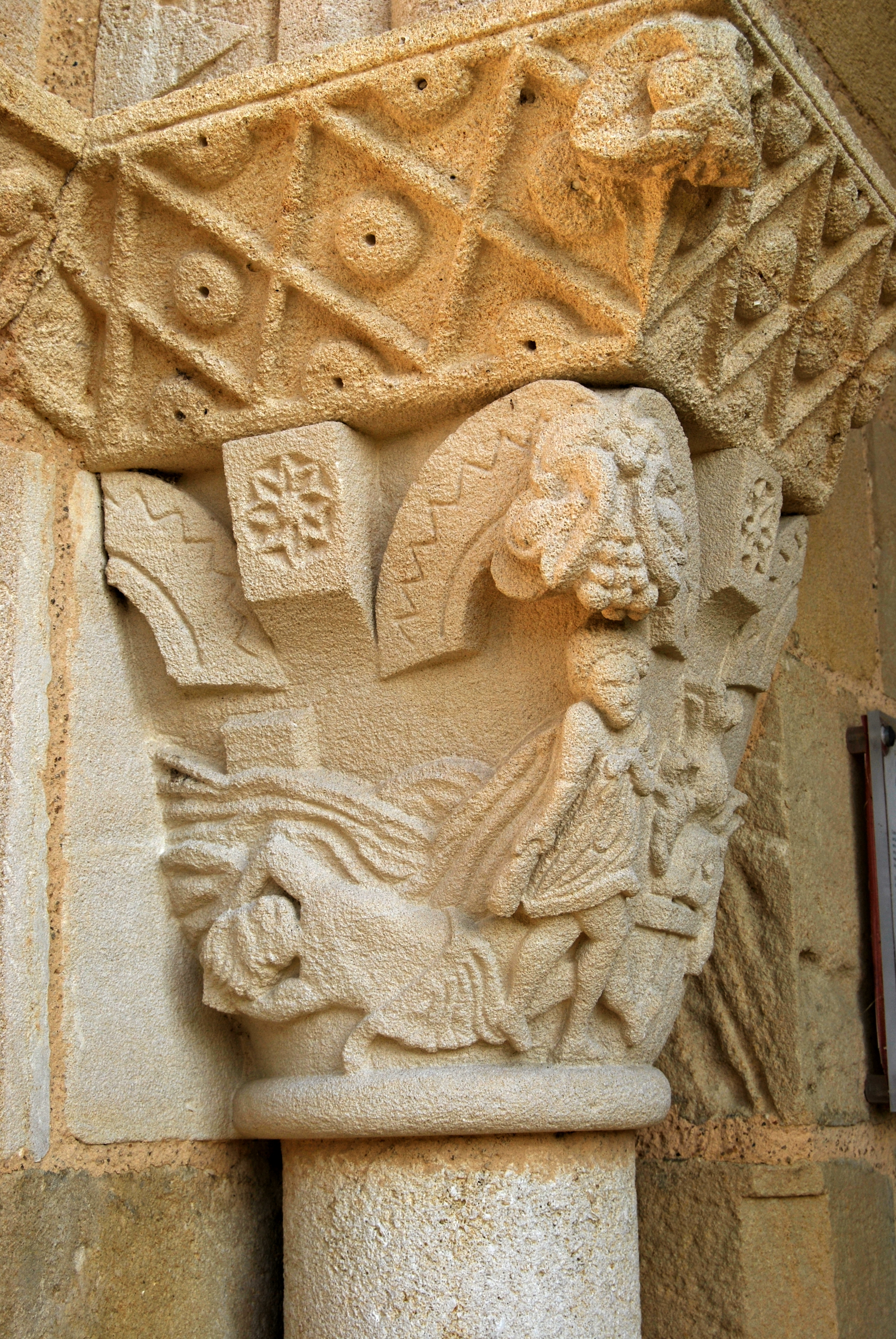
Caïn (b)
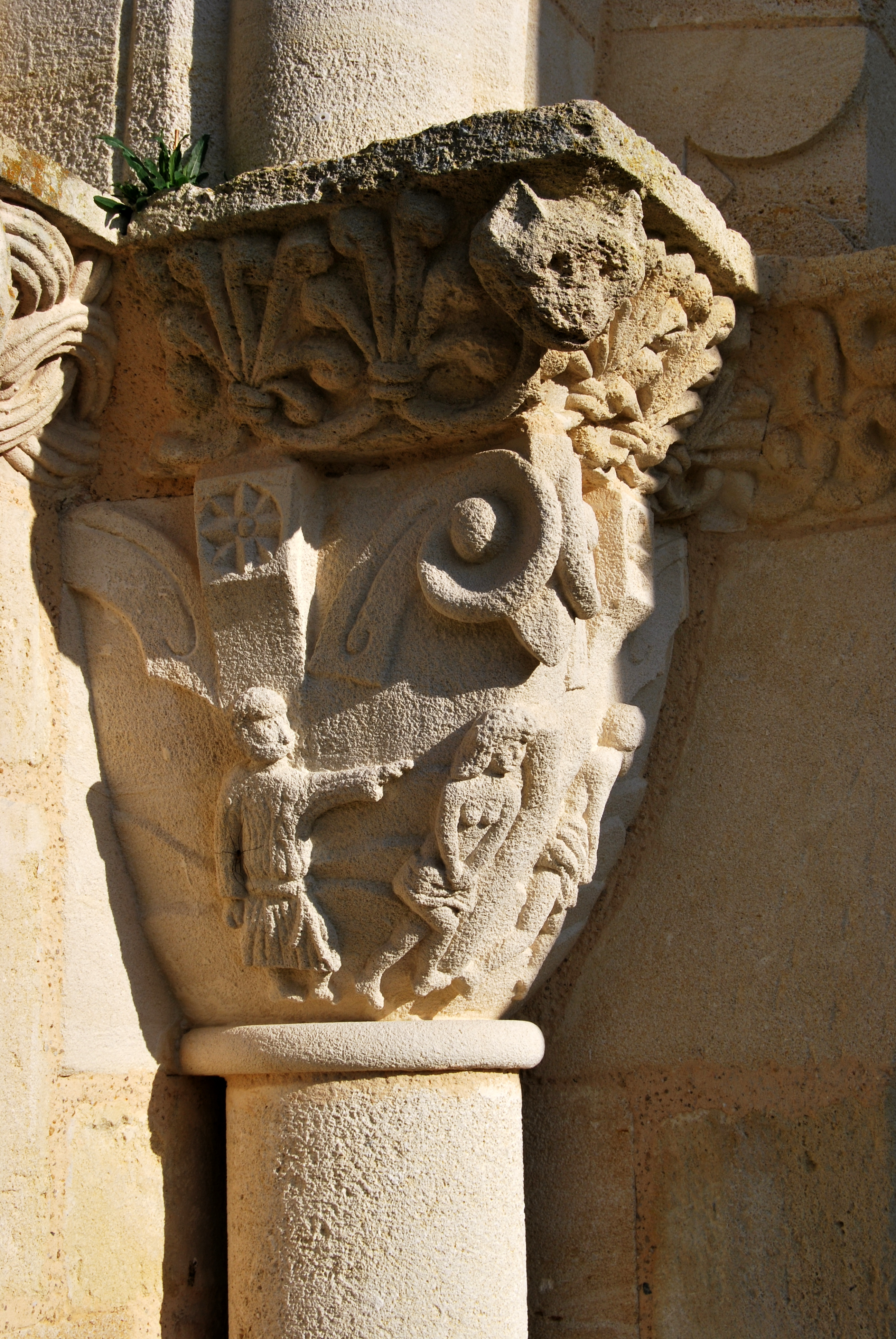
L'expulsion d'Adam et Ève
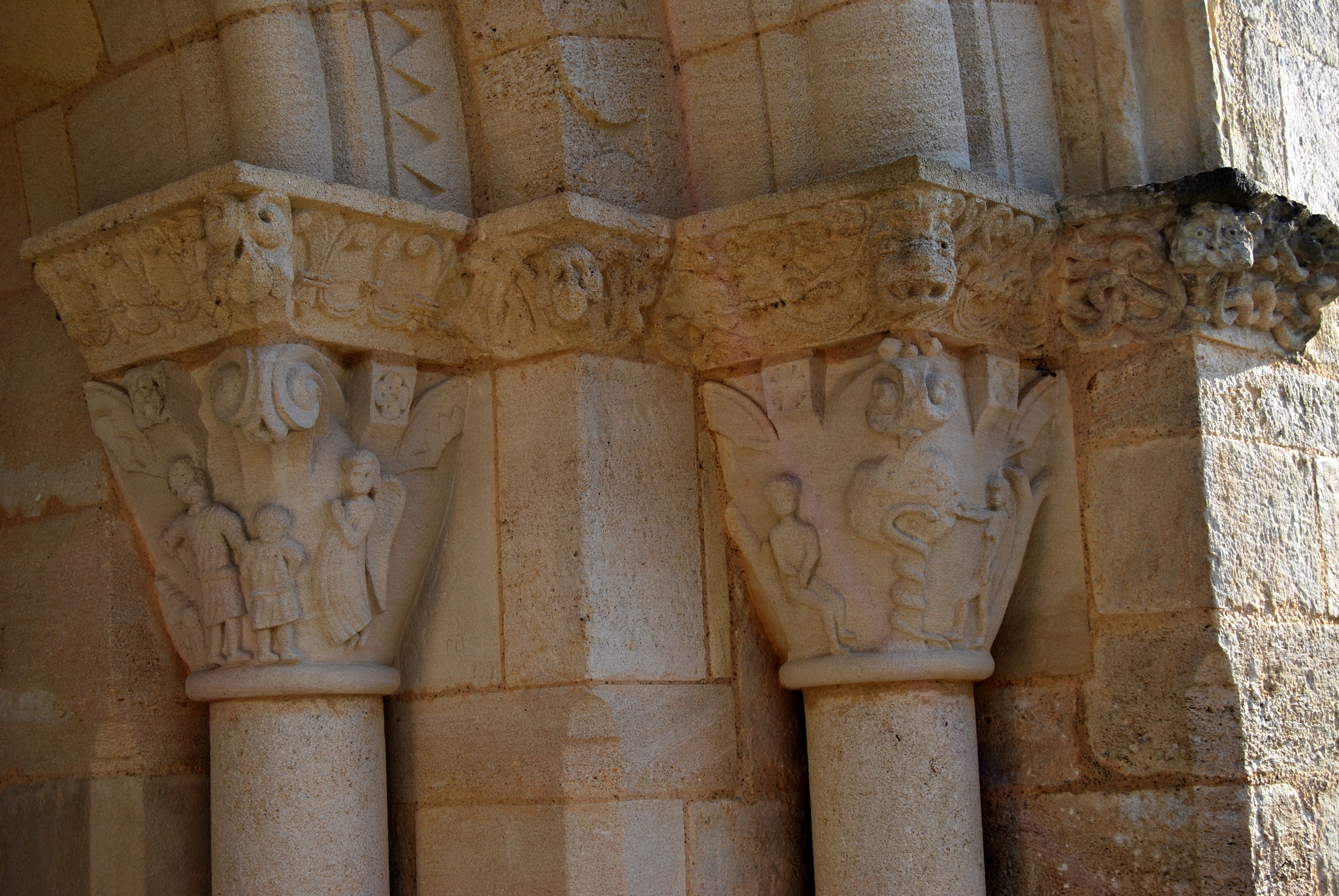
Sacrifice d'Isaac et tentation d'Adam et Ève

Les seuls reliquats du portail roman originel sont les trois impostes, de teintes différentes, qui associent des masques d'angle grotesques ou des protomés à de beaux entrelacs, ainsi qu'à une frise de palmettes ligaturées. Elles sont taillées dans un calcaire dur à grain fin. Le style des sujets indique une date autour de 1150.

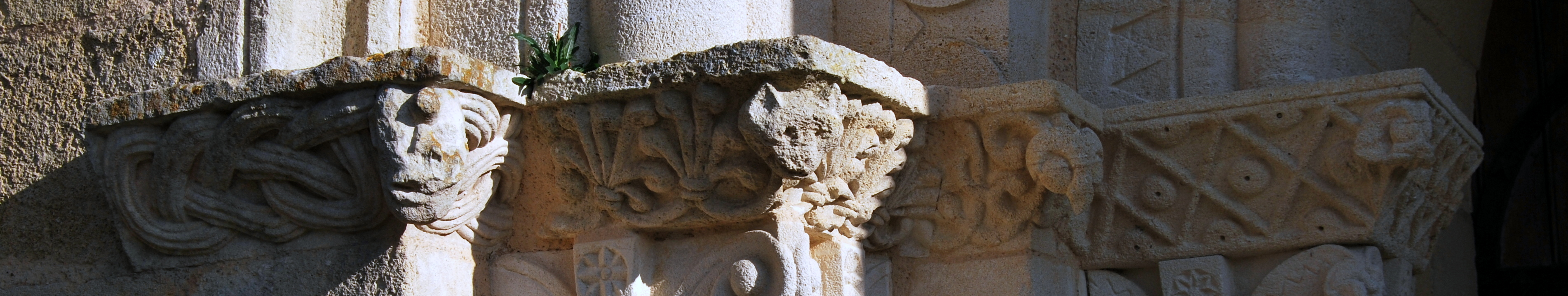
Impostes nord

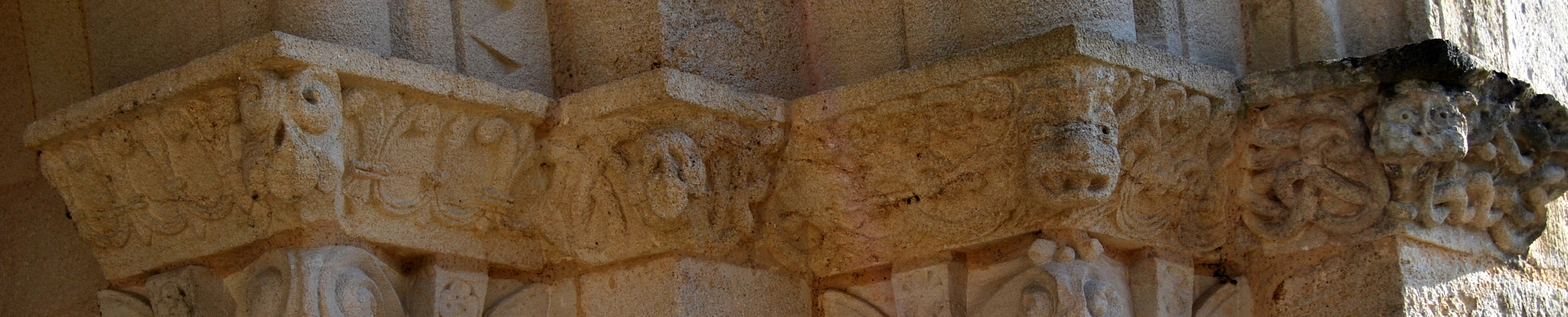
Impostes sud

### Les modillons
Il y a onze modillons sur la façade occidentale qui datent du XIe siècle. Autour du chevet, se trouvent trente-neuf modillons qui soutiennent une corniche saillante. Cependant, seuls les modillons d'animaux, d'humains et un damier datent de l'époque romane, les autres sont probablement du XIXe siècle.
La façade occidentale
Les modillons de la façade ouest soutiennent une entablement décoré avec des cercles. Certains modillons sont érodés ou ont souffert de dégradations délibérées.
|  |

|  |

Du nord vers le sud, se trouvent les représentations dites « classiques » : 
- une tête de bœuf
- une bête qui tire la langue
- un baril
- une cloche
- deux feuilles
- un masque d'homme
- une tête d'un homme
- un joueur de psaltérion
- un exhibitionniste anal
- un couple qui tombe (en enfer)
- un homme ithyphallique

Les modillons du chevet
Sur le mur sud, se voient : 
- quatre rouleaux empilés
- un damier
- un masque d'homme grimaçant
- un homme ithyphallique
- un porteur de baril
- un buveur nu.

Autour de l'abside : 
- un homme qui tombe ou un acrobate
- un loup
- deux oiseaux qui picorent une feuille
- cinq pignes de pin
- un exhibitionniste anal
- un couple qui copule
- un lapin.

Le mur nord abrite que des modillons « géométriques ».

### Les chapiteaux du chœur
Chapiteau nord : Hommes dans les feuillages
La corbeille a deux rangs de hautes feuilles d'acanthe. Deux petits hommes se dissimulent dans ces frondaisons géantes. Sur le dé central, se trouve la tête d'un clerc sous son capuce. Sur l'astragale, un petit homme élève ses deux bras et, à l'angle, un fruit (pigne de pin ?).
Chapiteau sud : Deux lions androcéphales et une sirène-oiseau.
Deux lions androcéphales encadrent une sirène-oiseau ou harpie (les pattes griffues et agrippées à l'astragale élimine la possibilité que la créature soit un ange).